# Comté de Taliaferro
Le comté de Taliaferro est un comté de l'État de Géorgie, aux États-Unis. D'après le recensement de 2010, sa population est de 1 717 habitants ce qui en fait le comté le moins peuplé de Géorgie ; sa superficie est de 506 km2. Le siège du comté est Crawfordville.

## Histoire
Le comté de Taliaferro a été créé par décision de l'Assemblée de Géorgie en date du 24 décembre 1825. Il a été formé à partir de territoires soustraits à cinq autres comtés : Wilkes, Greene, Hancock, Oglethorpe et Warren.
Le nom de « Taliaferro » vient du colonel Benjamin Taliaferro, originaire de Virginie, et officier durant la Révolution américaine. Alexander Stephens, sénateur de Géorgie avant la Guerre de Sécession, vice-président des États confédérés d'Amérique, puis gouverneur de Géorgie, était originaire de ce comté. 

## Démographie
| 1830  | 1840  | 1850  | 1860  | 1870  | 1880  |
| ----- | ----- | ----- | ----- | ----- | ----- |
| 4 934 | 5 190 | 5 146 | 4 583 | 4 796 | 7 034 |

| 1890  | 1900  | 1910  | 1920  | 1930  | 1940  |
| ----- | ----- | ----- | ----- | ----- | ----- |
| 7 291 | 7 912 | 8 766 | 8 841 | 6 172 | 6 278 |

| 1950  | 1960  | 1970  | 1980  | 1990  | 2000  |
| ----- | ----- | ----- | ----- | ----- | ----- |
| 4 515 | 3 370 | 2 423 | 2 032 | 1 915 | 2 077 |

| 2010  | - | - | - | - | - |
| ----- | - | - | - | - | - |
| 1 717 | - | - | - | - | - |

## Comtés adjacents
- Comté de Wilkes (nord)
- Comté d'Oglethorpe (nord)
- Comté de Warren (sud-est)
- Comté de Hancock (sud)
- Comté de Greene (ouest)